# Kingdom Centre
Kingdom Centre, poznat i kao Burj Al-Mamlaka (ara. برج المملكة) je neboder koji se nalazi u saudijskom glavnom gradu Riyadu. Kingdom Centre je druga najviša zgrada u Saudijskoj Arabiji te 55. najviša zgrada u svijetu s visinom od 311 metara. Dizajnom, zgrada je slična kineskom Shanghai World Financial Centeru. U neboderu se nalazi druga najviša džamija u svijetu, poslije džamije unutar emiratske Burj Khalife.
Burj Al-Mamlaka ima ukupno 41 kat i dvije podzemne razine. Zgrada je u vlasništvu Al-Waleed bin Talala, princa saudijske kraljevske obitelji. U njoj je ujedno i sjedište njegove holding tvrtke Kingdom Holding Company. 
Kingdom Centre se nalazi na cesti Al-Urubah između ceste kralja Fahda i ceste Olaya, u rastućem poslovnom dijelu Riyada. Zgrada je 2002. osvojila nagradu Emporis Skyscraper Award u kategoriji "neboder s najboljim dizajnom na svijetu." Trgovački centar zgrade smješten na pet razina također je osvojio nagradu za najbolji glavni dizajn, upotpunjujući istično krilo zgrade. Veliki otvor na vrhu zgrade je noću osvijetljen te stalno mijenja boje.
U neboderu se osim shoping centara i uredskih prostora nalazi i hotel s apartmanima. Visina zgrade iznosi 302,33 metra te ima observatorij s kojeg posjetitelji mogu promatrati grad Riyad.

## Vanjske poveznice
- KingdomCentre.com.sa
- Službena web stranica arhitektonske tvrtke Omranije
- SkyscraperPage.com
- Emporisova nagrada 2002.